# Ingestre
Ingestre es una parroquia civil y un pueblo del distrito de Stafford, en el condado de Staffordshire (Inglaterra).

## Geografía
Según la Oficina Nacional de Estadística británica, Ingestre tiene una superficie de 3,56 km².

## Demografía
Según el censo de 2001, Ingestre tenía 111 habitantes (49,55% varones, 50,45% mujeres) y una densidad de población de 31,18 hab/km². El 5,41% eran menores de 16 años, el 90,99% tenían entre 16 y 74, y el 2,7% eran mayores de 74. La media de edad era de 45,32 años. Del total de habitantes con 16 o más años, el 36,54% estaban solteros, el 50% casados, y el 12,5% divorciados o viudos.
El 97,2% de los habitantes eran originarios del Reino Unido y el 2,8% habían nacido en otros países europeos. Todos los habitantes eran blancos. El cristianismo era profesado por el 85,59%, mientras que el 7,21% no eran religiosos y el 7,21% no marcaron ninguna opción en el censo.
Había 43 hogares con residentes y 3 vacíos.